# Jean-Marie Zemb
Jean-Marie Zemb (* 14. Juli 1928 in Erstein; † 15. Februar 2007 in Lorient) war ein französischer Philosoph und Germanist. Sein Spezialgebiet war die deutsche Linguistik. Sein bekanntestes Werk ist seine Vergleichende Grammatik Französisch-Deutsch.

## Leben
Zemb wuchs im zeitweise deutsch besetzten Straßburg auf. Als elsässischer Malgré-nous war er mit 16 Jahren Flakhelfer der Wehrmacht. Er studierte in Frankreich und Deutschland Philosophie, erwarb die Licence in scholastischer Philosophie an der Dominikaneruniversität Le Saulchoir und promovierte 1955 in Freiburg über Wesensethik und Situationsethik im Lichte einer Metaphysik der menschlichen Freiheit. Von 1956 bis 1961 war er Lehrbeauftragter an der Universität Hamburg. 1960 bestand er in Frankreich die Agrégation und unterrichtete von 1961 bis 1966 als Agrégé d’Allemand an verschiedenen Pariser Gymnasien. Daneben arbeitete er zwei Jahre mit Aphasikern in der Pitié-Salpêtrière.
Von 1966 bis 1968 lehrte er Angewandte Sprachwissenschaft an der Universität Besançon. Er habilitierte sich 1968 in Paris mit der germanistisch von Jean Fourquet und philosophisch von René Poirier (1900–1995) betreuten Thèse Les structures logiques de la proposition allemande. Contribution à l’étude des rapports entre le langage et la pensée (Paris 1968). Von 1968 bis 1986 besetzte er nacheinander Lehrstühle für germanistische Linguistik an den Universitäten Paris VIII, Paris III und Paris X. 1986 richtete das Collège de France einen Lehrstuhl für ihn ein, "Grammaire et pensée allemandes". Er war Mitglied der „Commission générale de terminologie et de néologie“. 1999 wählte ihn die Académie des sciences morales et politiques als Mitglied.
In der deutschen Öffentlichkeit wurde er bekannt als Didaktikverantwortlicher der Fernsehserie Les Gammas! Les Gammas!. Er beschäftigte sich ausführlich und ausnehmend kritisch mit der deutschen Rechtschreibreform von 1996, über die er zahlreiche Aufsätze für deutsche Zeitungen schrieb.

## Veröffentlichungen
- Aristoteles in Selbstzeugnissen und Bilddokumenten. Rowohlt, Reinbek bei Hamburg 1961, ISBN 3-499-50063-9 (Rowohlts Monographien, 63) (japanisch: 1967, griechisch: 1979, chinesisch: 2004; französisch: Limoges 2008)
- zusammen mit Victor Schenker und Paul Valentin: Manuel du germaniste. Paris 1967.
- L’Apprentissage du français aujourd’hui. Paris 1970.
- Jeux et travaux de grammaire. Classes de 6e à 3e. Paris 1970.
- Satz, Wort, Rede. Semantische Strukturen des deutschen Satzes. Freiburg / Basel / Wien 1972.
- Métagrammaire. La proposition. Paris 1972.
- Vergleichende Grammatik Französisch-Deutsch. Bibliographisches Institut, Mannheim 1978–1984. (Duden Sonderreihe vergleichende Grammatiken, 1, 2)
  - Teil 1: Comparaison de deux systèmes. 1978, ISBN 3-411-01743-0.
  - Teil 2: L’économie de la langue et le jeu de la parole. 1984, ISBN 3-411-01968-9.
- zusammen mit Jean Janitza: L’auxiliaire en question. Asnières 1983.
- Kognitive Klärungen. Gespräche über den deutschen Satz. Hamburg 1994.
- Ja, wenn Sie mich fragen .... In: Hans Werner Eroms, Horst Haider Munske (Hrsg.): Die Rechtschreibreform. Pro und Kontra. Erich Schmidt Verlag, Berlin 1997, S. 255–264.
- Für eine sinnige Rechtschreibung. Eine Aufforderung zur Besinnung ohne Gesichtsverlust. Max Niemeyer Verlag, Tübingen 1997, ISBN 3-484-73047-1.
- Ein Grund mehr, nicht Deutsch zu lernen. Einspruch aus Paris: Die Reform der Orthographie schadet im Ausland. In: Frankfurter Allgemeine Zeitung. 17. August 2000, S. 44.
- Welche Rechtschreibreform ist liberaler, die französische oder die deutsche? In: Sprachwissenschaft. 2001, Vol. 26, Nr. 4, S. 473–488.
- Non et non ou non ? Entretiens entre un philosophe, un grammairien et un logicien. Limoges 2007.